# Acequia de careo
Las acequias de careo son construcciones típicas de la comarca de la Alpujarra Granadina, en la provincia de Granada (Andalucía, España), cuya finalidad es guiar el agua del deshielo desde las altas cumbres de Sierra Nevada hasta caladeros donde el agua se infiltra. El objetivo es que esta agua infiltrada vuelva a aflorar más abajo, originando una fuente que, a su vez, puede dar lugar a una acequia tradicional de riego, o servir para el abastecimiento. Esta técnica se denomina, precisamente, careo. El Sitio Histórico de la Alpujarra establece una protección específica para las acequias de este tipo existentes en su ámbito.

## Esquema de funcionamiento
La acequia de careo se alimenta de dos fuentes principales: de una toma, llamada "principal", que suele situarse en los puntos de nacimiento de ríos o barrancos; y de una serie de aportaciones, llamadas "remanentes", que son arrastres directos del deshielo. La acequia se construye con caja en forma de artesa, normalmente mediante surco en el suelo, impermeabilizado con launa, de poca pendiente, para evitar pérdidas de caudal. La pendiente no debe superar un 2% o un 3%. Algunas acequias de origen medieval, se trazaron de forma extremadamente precisa, con pendientes de escasamente un 0,4%. La acequia dirige el agua hacia lugares especialmente permeables, susceptibles de almacenarla (como simas y caladeros),
Antes de aflorar, el agua permanece almacenada en el subsuelo, por lo que el afloramiento se produce en un momento temporal bastante posterior al del deshielo, lo que permite disponer de agua en el periodo seco estival. Es, por tanto, una forma de administrar el agua del deshielo, sin necesidad de construir embalses. Permite, además, crear unas condiciones para la vegetación de la montaña que, en condiciones normales, no podrían darse, pues el suelo superficial, a menudo poco permeable, sería incapaz de retener el agua.
Las acequias de careo exigen un mantenimiento regular, con desbroce y restauración de su impermeabilidad. La dejación de muchas de ellas, ha generado su ruina y la pérdida de afloramientos en algunas zonas de Sierra Nevada.

## Origen
El origen de las acequias de careo es incierto, y se ha atribuido a época romana, aunque la red conocida actualmente se puso en funcionamiento en época musulmana, y fue en ese periodo cuando desarrolló toda su potencialidad.
El nombre parece provenir del término de uso ganadero "carear", que era equivalente a dirigir el ganado hacia algún sitio (pastar). La misma existencia de estas acequias crea una humedad que permite el desarrollo de pastos en terrenos muy elevados.